# Победитель (фильм, 1975)
«Победитель» — советский фильм 1975 года режиссёра Андрея Ладынина.

## Сюжет
Гражданская война. Из белогвардейского плена бежит командир Красной Армии Яков Спиридонов, во вражеском тылу он находит приют в одной из разорённых деревень у молодой учительницы. Не имея возможности прорваться к своим, он, сам бывший царский офицер, георгиевский кавалер, начинает вести разведку в рядах белогвардейцев, формирует повстанческий отряд, и при наступлении Красной Армии получает от командования задание — до подхода основных сил удержать мост…

## В ролях
- Александр Збруев — Яков Павлович Спиридонов, комиссар пехотно-пулемётных курсов РККА
- Георгий Тараторкин — Георгий Евгеньевич Мокашев, поручик, командир роты, белогвардеец
- Валентина Карева — Анна Ефимовна Алексеева, сельская учительница из Ольховки
- Михаил Лобанов — Егор, помощник Спиридонова из Ольховки
- Евгений Шутов — Дмитрий Алексеевич Арсанов, крестьянин из Ольховки, связной Спиридонова с «красными»
- Владимир Коренев — Валентин Андреевич Кареев, ротмистр, офицер белогвардейской контрразведки, приятель Мокашева
- Алексей Локтев — Александр Ганин, бывший агент царской охранки, теперь тайный агент Кареева в отряде Спиридонова
- Ирина Гошева — Елена Николаевна Мокашева, владелица имения в Ольховке, мама Георгия
- Иван Рыжов — Ефим Иванович Алексеев, портной, отец Анны
- Валентина Ушакова — Дарья, жена Ефима Ивановича, мать Анны
- Вадим Захарченко — Сергеевич, фельдфебель из роты Мокашева
- Юрий Гусев — Миша, однорукий инвалид войны, активный помощник Спиридонова из Ольховки
- Станислав Чекан — Аким, крестьянин из Ольховки
- Владимир Заманский — Сергей Венедиктович, полковник, белогвардеец
- Валентин Брылеев — Марк Иванович, управляющий имения Мокашевых в Ольховке
- Николай Маликов — Вася

## Съёмки
Фильм снят в Калуге, в кадре можно увидеть достопримечательности города: Усадьба Яновских, Дом дворянского собрания, Гостиный двор, здание Краеведческого музея.

## Съёмочная группа
- Художник по костюмам: Валентин Перелётов

## Критика
Картина честно снята в жанре приключенческого фильма. Жанр есть жанр, мы в основном следим за тем, как развернутся события, а не за переживаниями персонажей. А идеологический спор между «красным» и «белым» (как бы ни удостоверяли его глубину и серьезность аннотации к фильму) вряд ли способен служить настоящей пружиной нашего интереса хотя бы потому, что мы заранее знаем ответ, и кто из героев — победитель.— Кинематограф молодых: Сборник / О. Я Злотник. — М.: Искусство, 1979. — 296 с. — стр. 269
Отмечено удачное исполнение ролей главных героев — антагонистов: красного командира (Александр Збруев) и белогвардейского офицера (Георгий Тараторкин):

Збруев сыграл комиссара Якова Спиридонова, близкого сказочным, лубочным персонажам. Актёр играет своего героя легко, с шутками-прибаутками, но не теряет чувства меры, находит верную манеру игры, постоянно меняя интонации в зависимости от обстоятельств жизни героя.— Кто есть кто в мире, 2003. — стр. 565

Роль белогвардейского офицера Мокашева не отнесешь к числу неудачных. Тараторкин, уловив нерв образа, превращает своего героя в человека, напряжённо и искренне размышляющего. В первой сцене допроса красного командира Якова Спиридонова ему даже удаётся почти что перетянуть нас на свою сторону. Мокашев привлекает верностью раз навсегда выбранному долгу. Тараторкин играет это так искренне, что почти заставляет забыть то, что зритель знает заранее, знает, потому что подобную схему, ну не совсем такую, но похожую, он уже видал.— Кинематограф молодых: Сборник / О. Я Злотник. — М.: Искусство, 1979. — 296 с. — стр. 269

## Фестивали и награды
- На Кинофестивале молодых кинематографистов к/ст «Мосфильм-76» Александр Збруев получил Диплом за лучшую мужскую роль в фильме «Победитель».